# Kościół św. Mikołaja w Poczdamie
Kościół św. Mikołaja w Poczdamie (niem. Nikolaikirche, St. Nikolaikirche) – klasycystyczny kościół ewangelicki pod wezwaniem świętego Mikołaja, znajdujący się w Poczdamie, na placu Alter Markt, naprzeciwko pałacu miejskiego. Należy do wspólnoty wyznaniowej, podległej Kościołowi Ewangelickiemu Berlina, Brandenburgii i śląskich Górnych Łużyc. Zbudowano go według projektu architekta Karla Friedricha Schinkla w dwóch etapach: w latach 1830–1837 i 1843–1850 na miejscu barokowego kościoła, strawionego przez pożar w 1795 roku. Po zniszczeniach z okresu II wojny światowej świątynię odbudowano w latach 1945–1981. Obecnie kościół jest popularną miejską atrakcją turystyczną, każdego roku odwiedzaną przez około 190 tysięcy turystów. W każdą niedzielę odbywa się w nim nabożeństwo, ponadto jest także wykorzystywany do organizacji koncertów i innych wydarzeń kulturalnych.

## Historia

### Poprzednie kościoły
Na miejscu obecnego kościoła św. Mikołaja przynajmniej od XIII wieku stało wiele różnych kościołów. Jednym z nich była romańska bazylika, którą w XIV wieku przebudowano na trzynawowy gotycki kościół halowy. Kościół ten na przestrzeni wieków poddawano wielu rozbudowom, szczególnie po wielkich pożarach miasta z 1536 i 1550 roku, z kolei około 1600 roku zostało mu nadane wezwanie świętej Katarzyny.

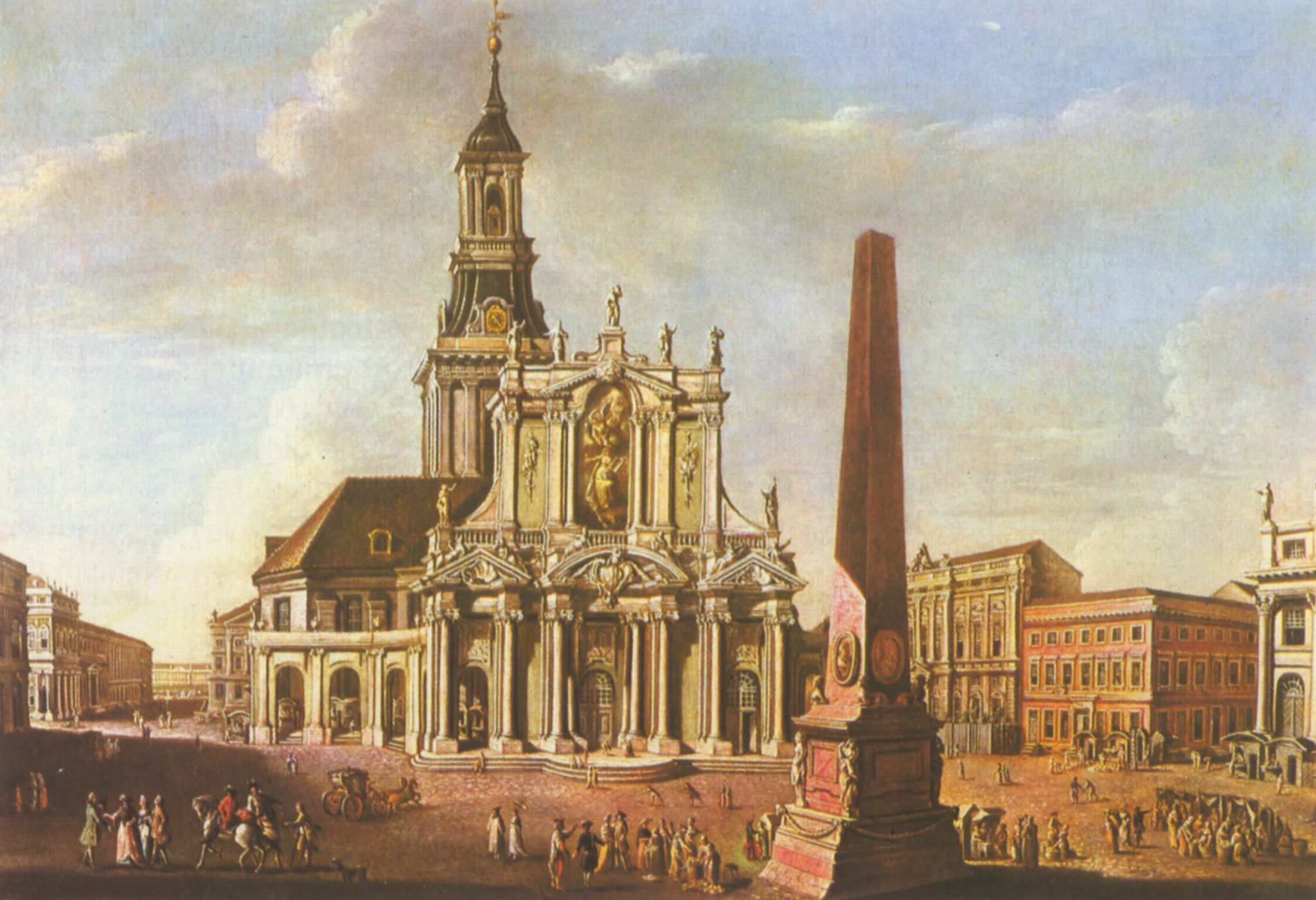
Barokowy kościół św. Mikołaja na obrazie Johanna Friedricha Meyera z 1771 roku

W 1721 roku kościół św. Katarzyny został zburzony, a na jego miejscu do 1724 roku zbudowano zaprojektowaną przez architekta Philippa Gerlacha barokową świątynię, której nadano wezwanie świętego Mikołaja. Podczas budowy dokonano przeniesienia cmentarza otaczającego stary kościół. Budowla wznosiła się na planie krzyża greckiego, a po jej północnej stronie stała wieża. Kościół cechowała skromna i pozbawiona ozdób protestancka architektura, która nie podobała się pruskiemu królowi Fryderykowi II Wielkiemu, planującemu przekształcenie Alter Markt w plac w stylu rzymskim. W związku z tym w latach 1752–1754 przeprowadzono na podstawie planów Georga Wenzeslausa von Knobelsdorffa oraz pod kierownictwem Johanna Boumana i Carla Ludwiga Hildebrandta przebudowę południowej fasady świątyni na wzór Bazyliki Matki Bożej Większej w Rzymie. W 1795 roku, podczas prac remontowych kościół uległ całkowitemu zniszczeniu wskutek pożaru. Po tym zdarzeniu wieżę i mury świątyni rozebrano, a pozyskane w ten sposób cegły zostały wykorzystane do budowy Schauspielhausu (pol. „Dom widowiskowy”) na placu Alter Markt. Pozostawiono tylko fasadę Knobelsdorffa, która przetrwała do 1811 roku.

### Obecny kościół

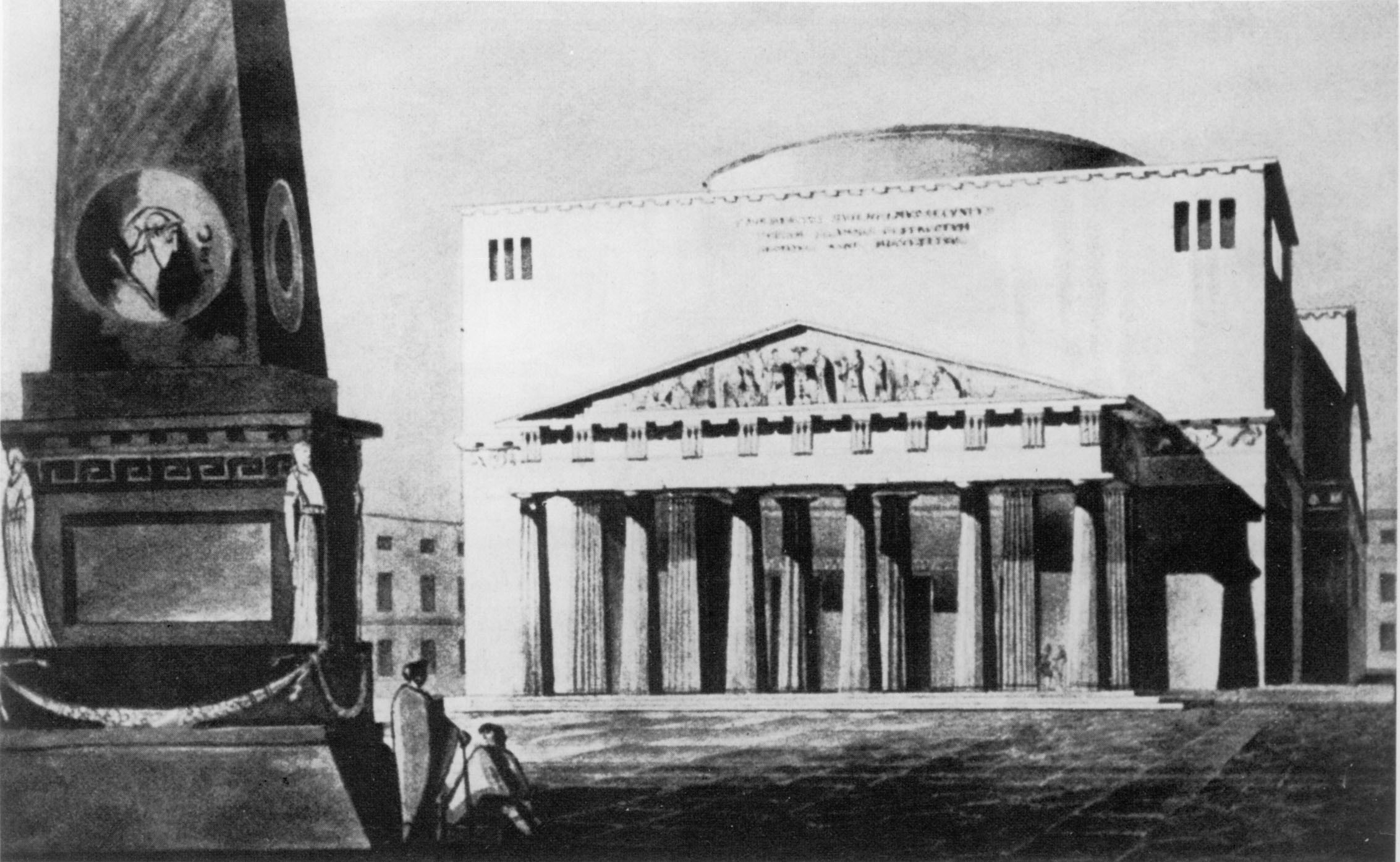
Projekt nowego kościoła autorstwa Friedricha Gilly’ego, przerysowany przez Carla Krügera na potrzeby jednej z publikacji Friedricha Mielkego

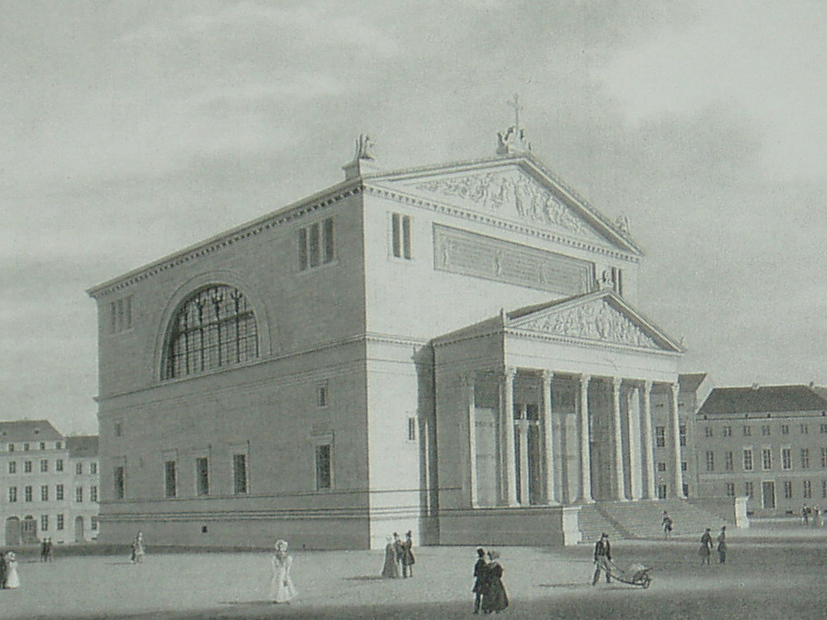
Kościół w 1838 roku

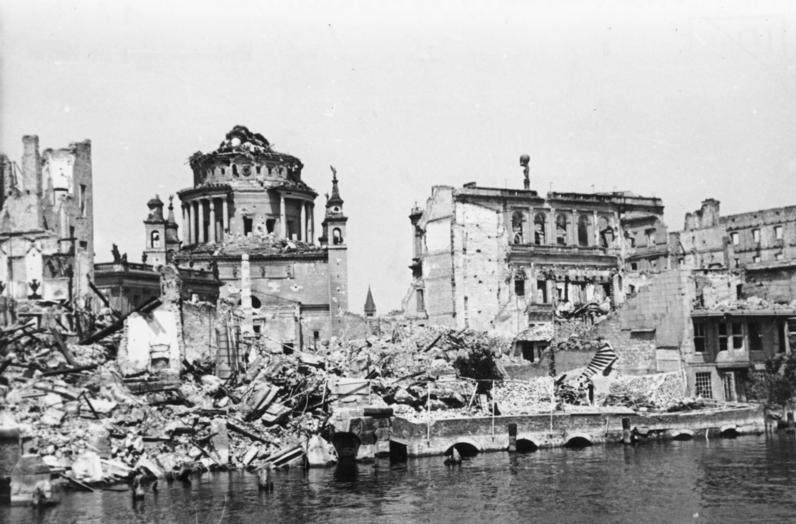
Ruiny kościoła w 1947 roku

Już w 1796 roku architekt Friedrich Gilly naszkicował plany nowego kościoła św. Mikołaja. W 1826 roku król Fryderyk Wilhelm III zlecił zaprojektowanie świątyni Karlowi Friedrichowi Schinklowi. Architekt postanowił stworzyć klasycystyczną, dużą, posiadającą kopułę budowlę inspirowaną m.in. londyńską katedrą św. Pawła zaprojektowaną przez Christophera Wrena. 3 września 1830 roku położono kamień węgielny pod budowę kościoła. Prace budowlane, od początku nadzorowane przez ucznia Schinkla Ludwiga Persiusa trwały do września 1837 roku, kiedy to kościół został poświęcony. Ze względu na koszty nie zrealizowano zawartej w projekcie kopuły z bębnem. Brakującą część budowli wykonano z inicjatywy króla Fryderyka Wilhelma IV w latach 1843-1850, kiedy to do kościoła dodano także cztery narożne wieże. Ostateczny kształt świątyni różnił się nieco od projektu Schinkla, ponieważ Ludwig Persius dokonał w nim kilku zmian z powodów statycznych. Po śmierci Persiusa w 1845 roku kierownictwo nad realizacją projektu objął Friedrich August Stüler.
14 kwietnia 1945 roku, podczas związanego z II wojną światową i przeprowadzonego przez lotnictwo brytyjskie bombardowania Poczdamu, kościół św. Mikołaja został znacznie zniszczony. Kolejnych zniszczeń doznał w wyniku dokonanego przez Armię Czerwoną w ostatnich dniach II wojny światowej ostrzału artyleryjskiego. Krótko po zakończeniu działań wojennych rozpoczęto odbudowę świątyni. Trwała ona przez kilka następnych dekad i była podzielona na fazy: w latach 1947–1950 i 1955–1960 prowadzono prace związane z odbudową kopuły, w latach 1969–1972 zostały odbudowane narożne wieże, z kolei w latach 1975–1977 odbudowano portyk po południowej stronie budowli, jednak z przyczyn finansowych i politycznych nie odtworzono pierwotnie znajdującego się w jego tympanonie reliefu. 2 maja 1981 roku odbyło się uroczyste poświęcenie odbudowanego kościoła.
W latach 2002 i 2003 rozpoczęto gruntowną renowację fasad kościoła zaczynając od fasady wschodniej, a następnie od sierpnia 2006 roku prace kontynuowano na fasadzie północnej, zachodniej, południowej z portykiem oraz na kopule z bębnem. Ze względu na brak środków finansowych nie odbudowano wtedy reliefu z tympanonu portyku. 17 lipca 2009 roku zakończono renowację kolumnady otaczającej bęben, zaś w następnym roku na jej szczycie położonym na wysokości około 40 m otwarto taras widokowy. Prace renowacyjne zakończono 30 lipca 2010 roku.
W 2015 roku poczdamska wspólnota ewangelicka zleciła lokalnemu rzeźbiarzowi Rudolfowi Böhmowi zrekonstruowanie reliefu z tympanonu portyku kościoła, co było możliwe dzięki przyznanej przez Stiftung Preußisches Kulturerbe (pol. „Fundacja Pruskiego Dziedzictwa Kulturowego”) darowiźnie wynoszącej około pół miliona euro. Odtworzone w oparciu o obrazy pomiarowe z lat 1905–1910 oraz oryginalny model przechowywany w berlińskim kościele Friedrichswerder elementy reliefu zostały umieszczone na swoim miejscu w okresie od wiosny do jesieni 2018 roku.

## Architektura

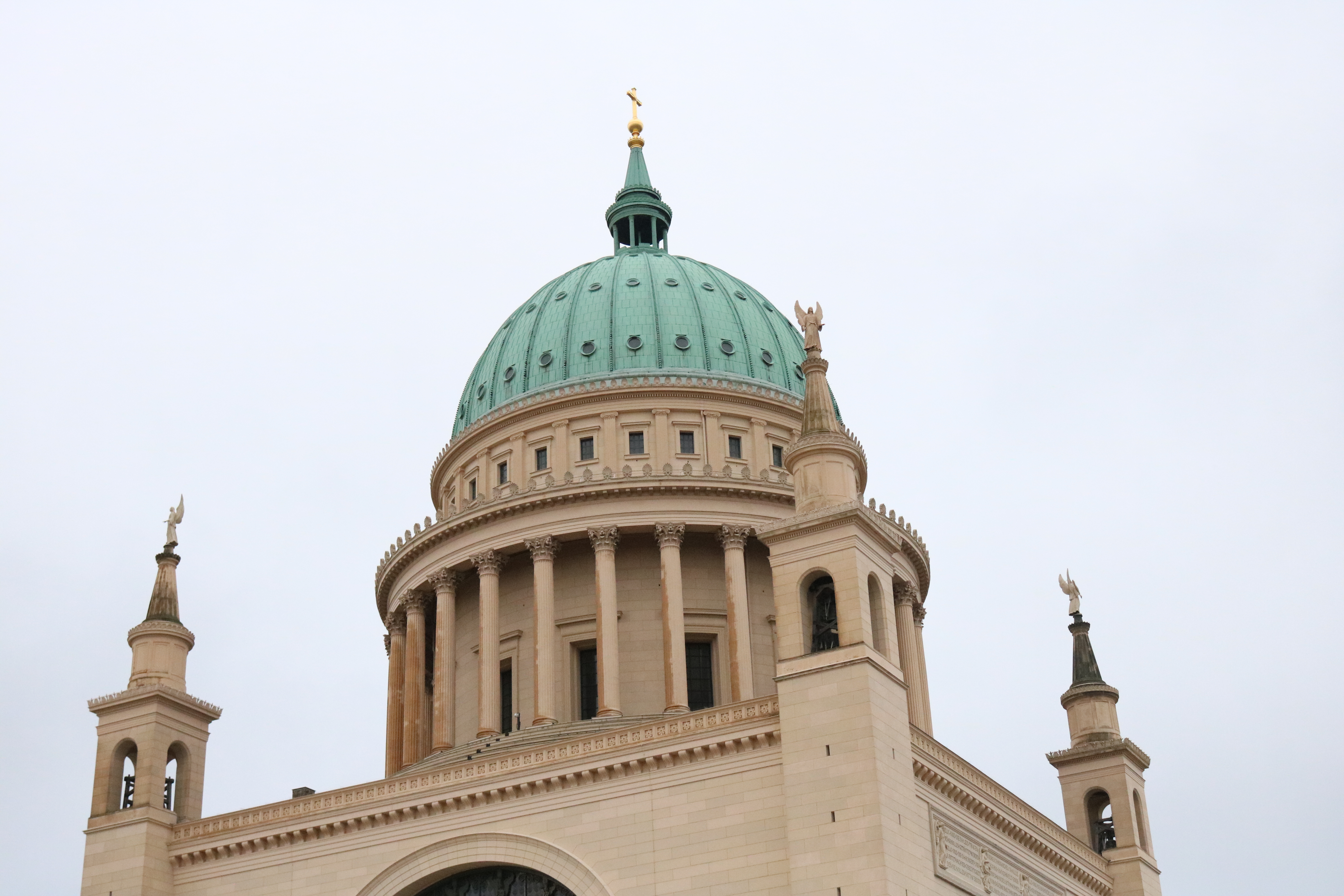
Widok na wieże, bęben i kopułę

Kościół św. Mikołaja jest budowlą zbudowaną na planie krzyża greckiego, którego jedno z ramion jest przedłużone półokrągłą apsydą. W wyniku odbudowy po II wojnie światowej i dokonanych wtedy kilku drobnych zmian konstrukcyjnych, pierwotny plan świątyni uległ lekkiemu zatarciu, przez co nie jest łatwo dostrzegalny. W narożnikach budowli są ustawione wieże zwieńczone posągami aniołów, zaś na jej szczycie znajduje się otoczony korynckimi kolumnami i ozdobiony w wyższej części jońskimi pilastrami bęben, na którym spoczywa kopuła o średnicy 24 m i wysokości 13 m. Kopułę wieńczy szpiczasta latarnia z pozłacanym krzyżem na kuli, umieszczonym na wysokości 77 m.
Po południowej stronie kościoła znajduje się portyk z trójkątnym frontonem, wspartym na sześciu korynckich kolumnach. W tympanonie frontonu jest umieszczony mający w przybliżeniu 20 m szerokości i 3 m wysokości relief przedstawiający stojącego na środku z rozłożonymi rękami Jezusa Chrystusa, który naucza zgromadzonych dookoła niego osiemnastu ludzi reprezentujących wszystkie warstwy społeczne. Relief ten oryginalnie został zaprojektowany przez Karla Friedricha Schinkla i stworzony w 1834 roku przez rzeźbiarza Augusta Kissa. Odtworzone w latach 2015–2018 dzieło zostało wykonane jako odlew na formie z gliny z tzw. „stiuku poczdamskiego”, stanowiącego mieszaninę gipsu, wapna, żwiru i wody oraz będącego tradycyjnym materiałem pochodzącym z czasów Schinkla. Relief jest strukturą pustą w środku, warstwa stiuku ma od 4 do 5 cm grubości i jest stabilizowana tkaniną jutową oraz elementami stworzonymi z metali szlachetnych.

### Wnętrze

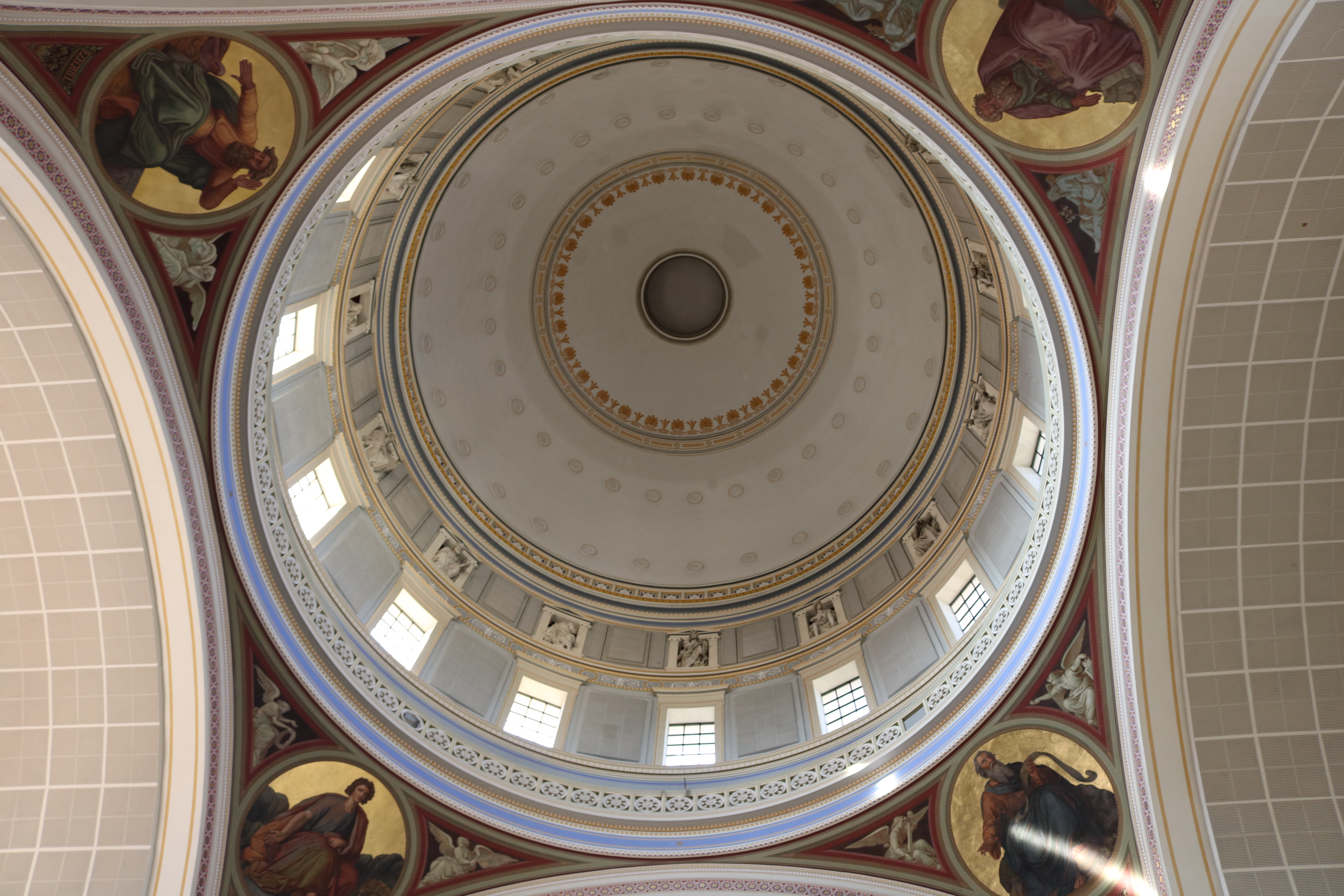
Wewnętrzna strona kopuły

Projekt wystroju wnętrza kościoła św. Mikołaja, podobnie jak projekt jego form zewnętrznych jest dziełem Karla Friedricha Schinkla. Wnętrze ma ogółem 52 m wysokości. Na przestrzeni lat dokonywano w nim różnych działań poprawiających akustykę, która stanowiła problem od początku istnienia świątyni. W 1912 roku przeprowadzono renowację, w ramach której zastąpiono namalowane na sufitach kasetony rzeczywistymi kasetonami na sklepionych łukach, wykonanymi przez rzeźbiarza Ottona Lessinga.
Na ścianach świątyni są obecne malowidła autorstwa Petera von Corneliusa, przedstawiające postacie z Nowego Testamentu. Wewnętrzną stronę kopuły zdobią z kolei posągi postaci ze Starego Testamentu, które wykonali Christian Friedrich Tieck, Bernhard Afinger, August Kiss, August Wittig i inni uczniowie Christiana Daniela Raucha.

## Organy

### Pierwszy instrument

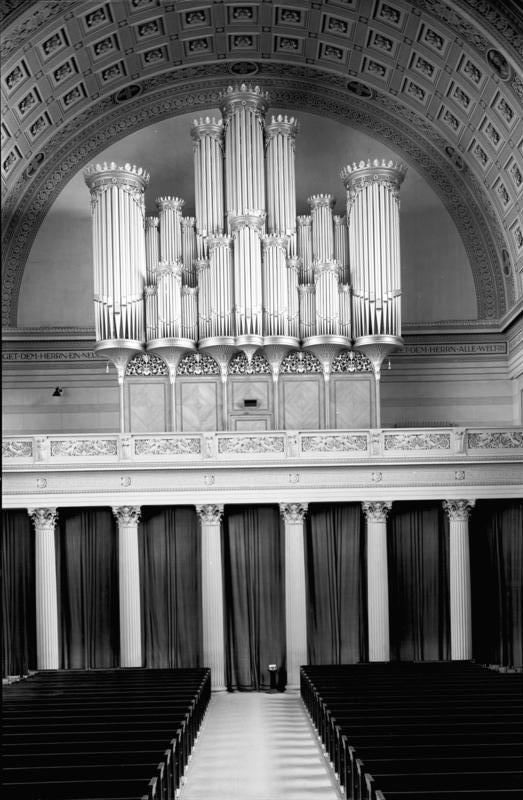
Pierwsze organy w 1928 roku

Pierwsze organy w kościele św. Mikołaja zostały zbudowane w 1837 roku przez poczdamskiego organmistrza Gottlieba Heisego. W 1908 roku przeprowadzono pod kierownictwem pochodzącego z Frankfurtu nad Odrą organmistrza Wilhelma Sauera rozbudowę instrumentu. Działania wojenne z kwietnia 1945 roku spowodowały zawalenie się kopuły świątyni i w konsekwencji zniszczenie organów. W związku z brakiem odpowiednich funduszy nie zbudowano nowych organów zarówno podczas powojennej odbudowy kościoła, jak i później – w 1978 roku zamontowano za to przejściowy instrument z mechaniczną wiatrownicą skonstruowany przez lokalną firmę organmistrzowską Alexander Schuke Potsdam Orgelbau.

### Obecne instrumenty

#### Organy chórowe

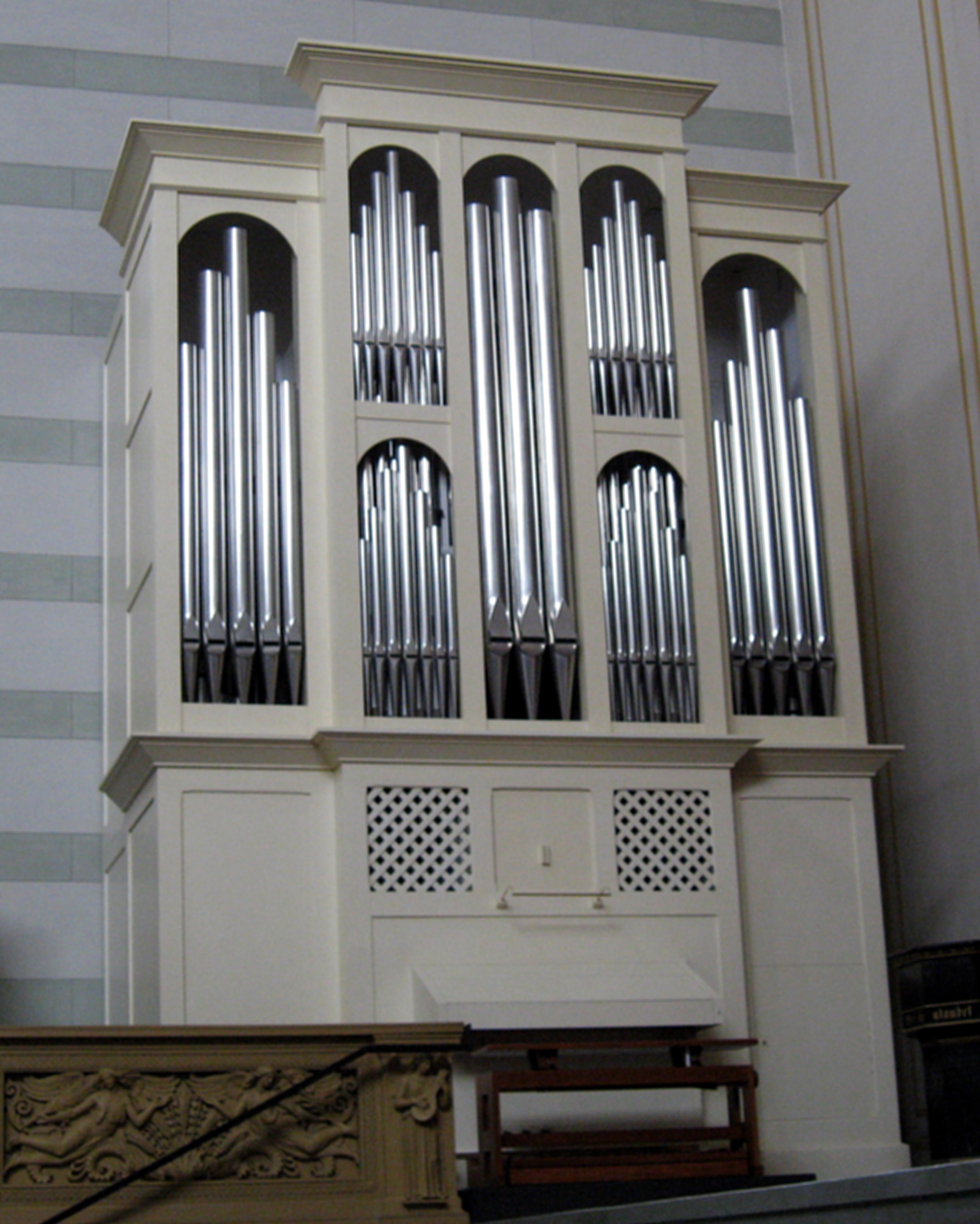
Organy chórowe w 2010 roku

W 2005 roku zamontowano na chórze organy zbudowane w 1954 roku dla kościoła Świętej Trójcy w Essen przez berlińską firmę Karl Schuke Berliner Orgelbauwerkstatt. Instrument ma mechaniczną wiatrownicę i dołączany stół do gry. Pochodząca z Georgsmarienhütte firma Orgelbau Kreienbrink rozbudowała organy oraz wyposażyła je w nową obudowę, ponadto zwiększyła liczbę ich głosów z pierwotnych 19 do 21.
Dyspozycja instrumentu jest następująca:
| I. Hauptwerk C–g3                                                                                              | II. Nebenwerk C– g3                                                                                      | Pedal C– f1                                                                |
| Principal 8′ Rohrflöte 8′ Oktave 4′ Gedackt 4′ Hohlflöte 2′ Sesquialtera II Mixtur IV–VI Trompete 8′ Tremulant | Gedackt 8′ Gambe 8′ Blockflöte 4′ Principal 2′ Nassat 11/3′ Scharff IV Dulcian 16′ Tremulant Cymbelstern | Subbaß 16′ Holzflöte 8′ Hohlflöte 4′ Hintersatz IV Posaune 16′ Trompete 4′ |

- Wspomaganie gry: II/I, II/P, I/P jako podnóżki

#### Organy główne

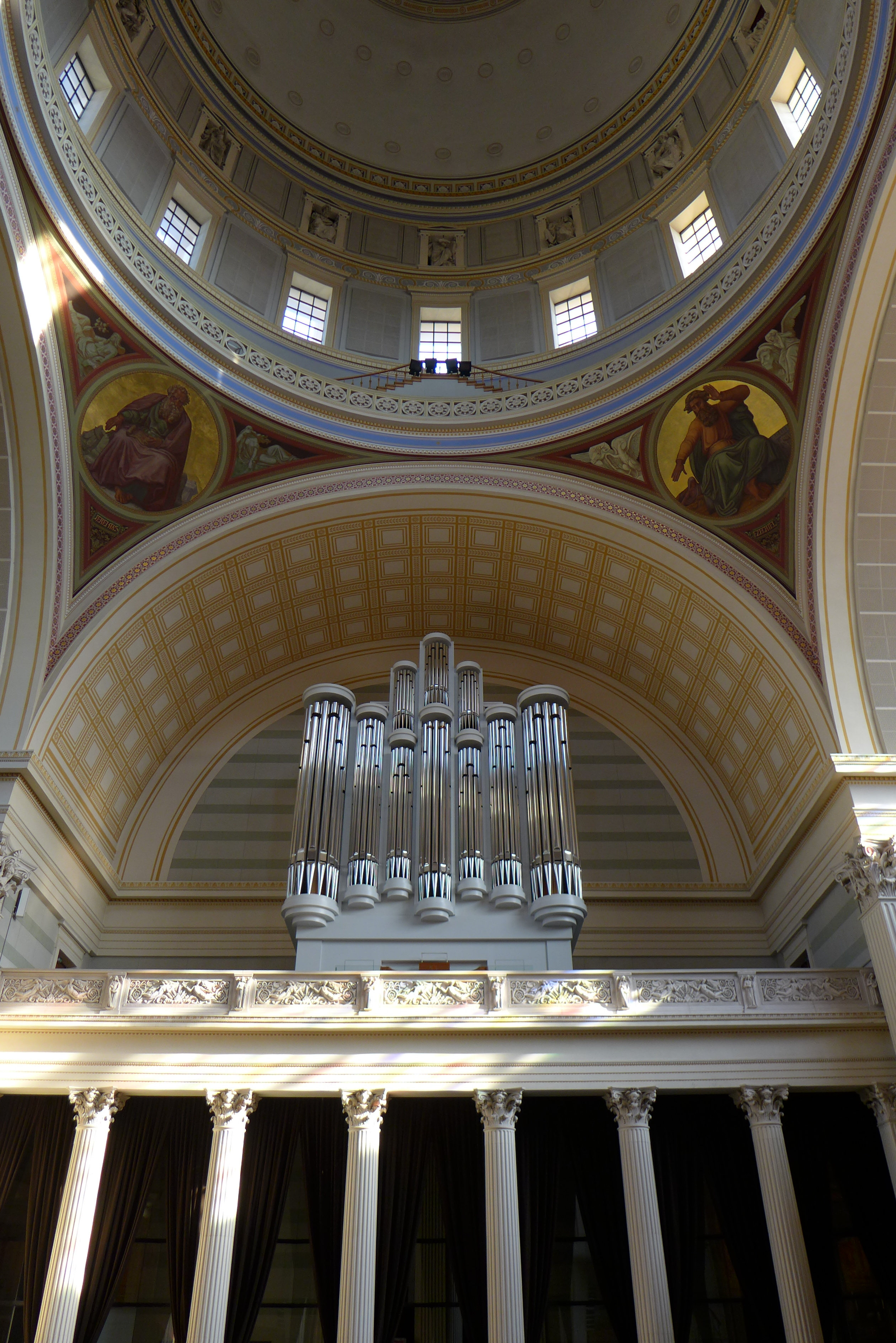
Organy główne w 2018 roku

W 2017 roku odbył się montaż dużych organów, które firma Orgelbau Kreienbrink zbudowała w 1971 roku dla Kościoła Pokoju Opactwa Königsmünster w Meschede. Instrument ustawiono w nowej, dębowej obudowie oraz dodano do niego nowy stół do gry. Traktura gry organów jest mechaniczna, z kolei traktura głosów jest elektryczna. Liczba głosów pierwotnie wynosiła 38, lecz w trakcie montażu powiększono ją o 17.
Organy mają następującą dyspozycję:
| I. Hauptwerk C–g3 | II. Oberwerk C– g3 | III. Schwellwerk C– g3 | Pedal C– f1 |
| Großgedackt 16′ Principal 8′ Gemshorn 8′ Gambe 8′ Oktave 4′ Koppelflöte 4′ Quinte 22/3′ Kleinoktave 2′ Mixtur VI 11/3′ Hellcymbel III 1/3′ Trompete 16′ Trompete 8′ | Principal 8′ Holzgedackt 8′ Quintade 8′ Salicional 8′ Principal 4′ Nachthorn 4′ Quinte 22/3′ Principal 2′ Terz 13/5′ Sifflöte 11/3′ Flageolett 1′ Scharff V 2/3′ Dulcian 16′ Oboe 8′ Clarinette 8′ Tremulant | Bordun 16′ Geigenprinzipal 8′ Choralflöte 8′ Gambe 8′ Schwebung 8′ Hornprinzipal 4′ Salicet 4′ Nasat 22/3′ Schweizerpfeife 2′ Terz 13/5′ Fourniture V Fagott 16′ Trompette harmonique 8′ Hautbois 8′ Clairon 4′ Tremulant Cymbelstern | Untersatz 32′ Prinzipalbaß 16′ Violon 16′ Subbaß 16′ Oktavbaß 8′ Gedacktbaß 8′ Choralbaß 4′ Weitpfeife 2′ Hintersatz V Contraposaune 32′ Posaune 16′ Trompete 8′ Feldtrompete 4′ |

- Połączenia: III/I, II/I, III/II, I/P, II/P, III/P; Suboktavkoppeln
- Wspomaganie gry: setzer sterowany elektronicznie, średnie interfejsy

## Dzwony

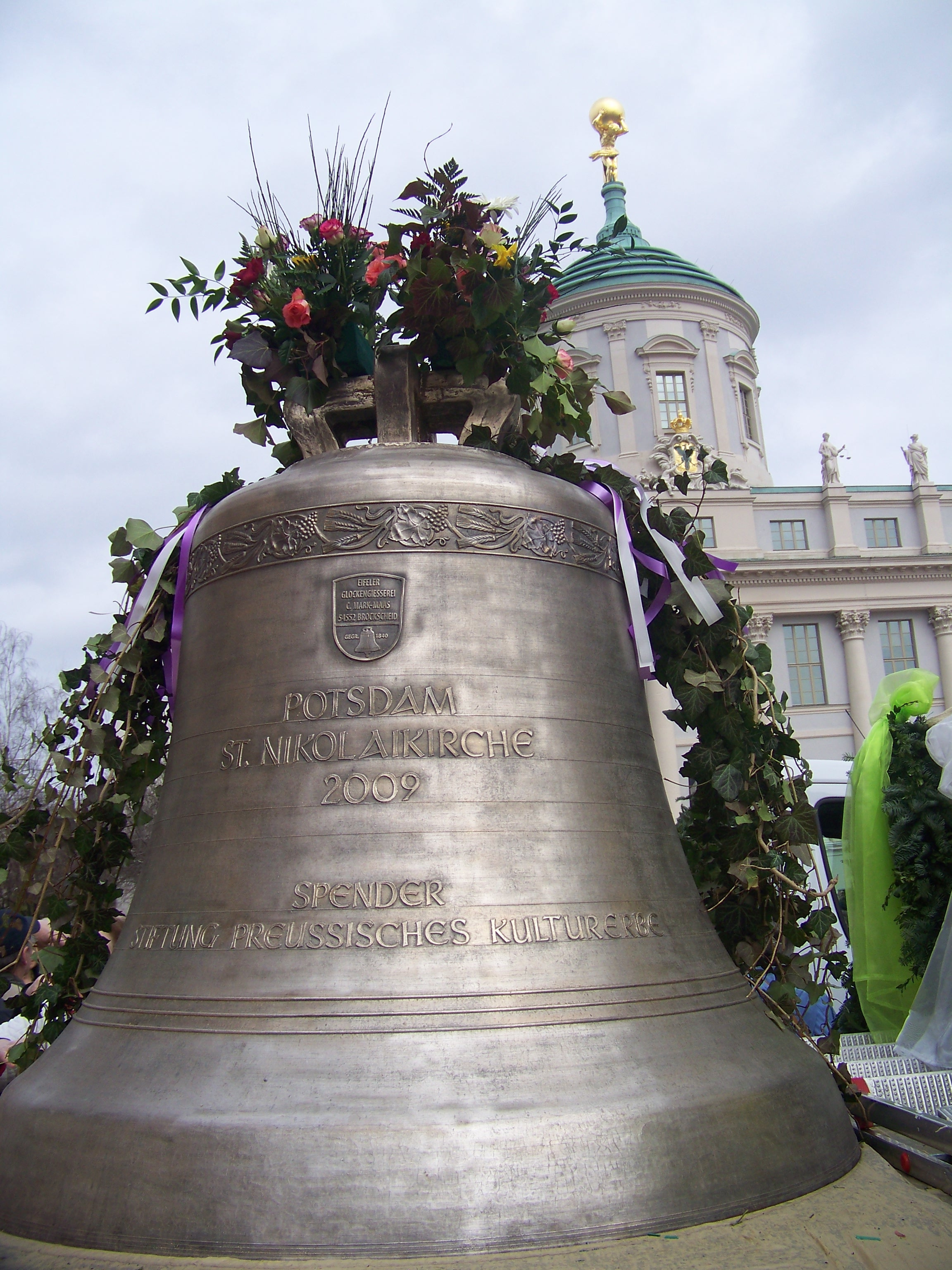
Jeden z zamontowanych w 2010 roku dzwonów na zdjęciu zrobionym tuż przed montażem

W 1849 roku na czterech wieżach kościoła św. Mikołaja zamontowano dzwony odlane z brązu w berlińskiej odlewni Johann Carl Hackenschmidt. W 1917 roku trzy z nich zostały oddane do przetopu na cele zbrojeniowe – pięć lat później zastąpiono je dzwonami wykonanymi ze staliwa przez odlewnię należącą do koncernu Bochumer Verein z Bochum. W 1984 roku dzwon z południowo-zachodniej wieży został zastąpiony używanym dzwonem, stworzonym w 1950 roku przez odlewnię Franz Schilling Söhne z Apoldy.
W 2010 roku na wieżach zostały zawieszone nowe dzwony, będące darownizną Stiftung Preußisches Kulturerbe. Dzwony te mają masę od 1,7 t do 590 kg, a ich łączna wartość wynosiła 145 tysięcy euro. Zostały wykonane z brązu przez odlewnię Eifeler Glockengiesserei z gór Eifel. Każdy z nich ma swoją nazwę: Dankesglocke (pol. „Dzwon dziękczynienia”), Vaterunserglocke (pol. „Dzwon Ojcze nasz”), Gebetsglocke (pol. „Dzwon modlitwy”) i Lobesglocke (pol. „Dzwon pochwały”).